# Episodi di Finalmente soli (terza stagione)
La terza stagione della serie televisiva Finalmente soli, composta da venti episodi, è stata trasmessa per la prima volta in Italia dall'11 ottobre 2002 al 18 ottobre 2003 su Canale 5.
| nº | Titolo                   | Prima TV Italia   |
| -- | ------------------------ | ----------------- |
| 1  | La mela del peccato      | 11 ottobre 2002   |
| 2  | Biologicamente soli      | 18 ottobre 2002   |
| 3  | Allarme allarme          | 25 ottobre 2002   |
| 4  | Primo giorno d'asilo     | 1 novembre 2002   |
| 5  | Una famiglia in prestito | 8 novembre 2002   |
| 6  | Doppia coppia            | 15 novembre 2002  |
| 7  | Chat mania               | 22 novembre 2001  |
| 8  | C'era una volta...Bob    | 29 novembre 2002  |
| 9  | Trappola per topo        | 6 dicembre 2002   |
| 10 | L'oggetto del desiderio  | 13 dicembre 2002  |
| 11 | Un Natale da barboni     | 20 dicembre 2002  |
| 12 | Stato di ebbrezza        | 27 dicembre 2002  |
| 13 | I vampiri del gol        | 3 gennaio 2003    |
| 14 | Domani sposi             | 10 gennaio 2003   |
| 15 | Comprotuttomì            | 17 gennaio 2003   |
| 16 | Spacco tutto             | 20 settembre 2003 |
| 17 | Un problema di fede      | 27 settembre 2003 |
| 18 | Alì e Babà               | 4 ottobre 2003    |
| 19 | È primavera              | 11 ottobre 2003   |
| 20 | Facciamo bis             | 18 ottobre 2003   |

## La mela del peccato
- Diretto da: Francesco Vicario
- Scritto da: Barbara Cappi, Giorgio Vignali

### Trama
Wanda porta al parco Riccardino, mentre Gigi e Alice vorrebbero passare l'intera giornata per fare l'amore nella loro camera da letto ma per prima vengono interrotti da due operai del trasloco che per sbaglio vanno a casa di Gigi che in quella di Spartaco. Mandati via gli operai del trasloco i due si rilassano in salotto e nel momento che si baciavano interviene Spartaco che chiede scusa ai nostri per l'intrusione ma Spartaco è disperato per il suo trasferimento a Roma per il lavoro della moglie al Ministero. I due ritornano in casa e discutono e all'improvviso ritorna Spartaco per chiedere ai nostri una cinta per la moglie. I due tornano nella loro camera ma vengono interrotti dal loro nuovo vicino Massimiliano Gambardella il cugino di Spartaco originario di Napoli e chiede se c'è un negozio di alimentari ma Gigi gli regala la spesa fatta da sua suocera Wanda. Mentre si reca nella camera Gigi scivola su una mela e cade a terra e si fa male. Alla fine Gigi e Alice riescono a dedicare il loro amore dopo il lavaggio dei denti.
- Altri interpreti: Fabrizio Bracconeri (operaio del trasloco), Michele Nani (operaio del trasloco)

## Biologicamente soli
- Diretto da: Francesco Vicario
- Scritto da: Adriano Carnevali, Beppe Zatta

### Trama
Gigi organizza una cena con Spartaco e con il nuovo vicino. I tre vengono però colti da forti dolori di pancia per aver usato al posto del sale, polvere antiparassitaria messa da Alice per sbaglio in un contenitore della cucina.

## Allarme allarme
- Diretto da: Francesco Vicario
- Scritto da: Adriano Carnevali, Beppe Zatta

### Trama
Gigi si lascia convincere da Wanda a installare un antifurto in casa, ma siccome questo si attiva di continuo decide di disattivarlo. Gigi allora, per vendicarsi, decide di inscenare una rapina, per poi scoprire che non è una messinscena ma un rapinatore vero e sviene, però viene messo fuori gioco da Alice.

## Primo giorno d'asilo
- Diretto da: Francesco Vicario
- Scritto da: Edoardo Erba

### Trama
Riccardino deve andare all'asilo e l'unico posto libero è in un asilo tedesco. Ben presto Gigi e Alice vengono coinvolti in una serie di simpatici equivoci.

## Una famiglia in prestito
- Diretto da: Francesco Vicario
- Scritto da: Barbara Cappi, Giorgio Vignali

### Trama
Wanda per far assumere il figlio di una sua amica e per impressionare il suo datore di lavoro chiede ad Alice di fingersi sua moglie quando il capoufficio verrà a pranzo. Nonostante abbia l'intenzione di compiere una buona azione, Wanda fa in modo da far perdere la pazienza a Gigi, che reagisce in modo imprevisto.

## Doppia coppia
- Diretto da: Francesco Vicario
- Scritto da: Edoardo Erba

### Trama
Alice ha iniziato un nuovo lavoro di consulenza telefonica, Gigi ha l'hobby della moto e Wanda è via per una cura di bellezza. Lo stress però e tanto e quindi chiamano da una agenzia una moglie per aiutare in casa che però si porta anche il marito depresso.

## Chat mania
- Diretto da: Francesco Vicario
- Scritto da: Adriano Carnevali, Beppe Zatta

### Trama
In seguito a un banale litigio, sia Gigi che Alice decidono di cercare un nuovo partner su un sito di incontri. In breve tempo riescono, sia pure con comprensibili rimorsi, a trovare la propria anima gemella.

## C'era una volta...Bob
- Diretto da: Francesco Vicario
- Scritto da: Barbara Cappi, Giorgio Vignali

### Trama
Un paziente molto sospettoso mette in allarme Gigi sulla presunta infedeltà di Alice, così lui inizia a tormentarsi per alcune frasi pronunciate dalla moglie nel sonno. Wanda, allora, si mette all'opera per aiutare la moglie in crisi.

## Trappola per topo
- Diretto da: Francesco Vicario
- Scritto da: Edoardo Erba

### Trama
Wanda, con l'aiuto di Spartaco, tornato temporaneamente a Milano, porta in casa Mantelli un baule pieno di eccentrici oggetti ereditati da una vecchi zia. Riccardino si prepara per andare all'asilo; nel mentre gira un topo in casa Mantelli e Gigi pensa che venga dal baule della suocera.

## L'oggetto del desiderio
- Diretto da: Francesco Vicario
- Scritto da: Barbara Cappi, Giorgio Vignali

### Trama
Il nuovo vicino presta la sua casa a Jenny, il primo grande amore, mai corrisposto, di Gigi. Così Spartaco, giunto a Milano per un'audizione di Elvira presso una casa discografica, alloggia dai Mantelli; Jenny nel frattempo cerca di sedurre in tutti i modi Gigi per portarselo via, ma lui desiste perché ama Alice.

## Un Natale da barboni
- Diretto da: Francesco Vicario
- Scritto da: Barbara Cappi, Giorgio Vignali

### Trama
Alice ha invitato al pranzo di Natale due barboni, nonostante le preoccupazioni di Wanda e le perplessità di Gigi.

## Stato di ebbrezza
- Diretto da: Francesco Vicario
- Scritto da: Edoardo Erba

### Trama
Alice ha travolto l'insegna di un'enoteca. Per farsi perdonare, ordina 300 bottiglie di Grignolino, pur essendo astemia. Nel frattempo, i tentativi per far addormentare Riccardino risultano vani, tutti tranne l'ultimo: un infuso omeopatico al tiglio.

## I vampiri del gol
- Diretto da: Francesco Vicario
- Scritto da: Barbara Cappi, Giorgio Vignali

### Trama
Tutti i mariti del condominio decidono di installare sul terrazzo di Gigi una grande parabola per vedere un numero illimitato di partite di calcio, all'insaputa delle mogli. Le donne però scoprono il misfatto.

## Domani sposi
- Diretto da: Francesco Vicario
- Scritto da: Adriano Carnevali, Beppe Zatta

### Trama
Gigi e Alice pensano già al futuro di Riccardino. Wanda, senza perdere tempo, trova la famiglia dei futuri consuoceri: gente molto formale che si presenta a casa Mantelli all'insaputa dei protagonisti.

## Comprotuttomì
- Diretto da: Francesco Vicario
- Scritto da: Barbara Cappi, Giorgio Vignali

### Trama
Spartaco si sta preparando per un concorso per vigili indetto dal comune di Milano e Gigi lo aiuta; Wanda e Alice hanno organizzato una vendita di beneficenza in casa loro.

## Spacco tutto
- Diretto da: Francesco Vicario
- Scritto da: Edoardo Erba

### Trama
Un paziente architetto convince Gigi a ristrutturare o a cambiare casa per avere uno studio dentistico più grande. Alice non è d'accordo, ma quando vede l'appartamento messo sottosopra da un ladro, pensando sia uno sfogo di Gigi, acconsente. Nel frattempo il ladro ritorna e si fa aiutare da Wanda ad imballare tutti i mobili, facendole credere che Gigi e Alice vogliano farle una sorpresa. Ma Remo riconosce il ladro e blocca il furto.

## Un problema di fede
- Diretto da: Francesco Vicario
- Scritto da: Barbara Cappi, Giorgio Vignali

### Trama
Gigi e Alice, in qualità di testimoni, hanno comprato le fedi nuziali per la coppia di sposi loro amici.
Vengono travolti in un vortice di preparativi e contrattempi: un assillante condomino che non riesce a uscire dal garage perché' ostacolato dall'auto di Gigi; il vestito di Alice che deve essere di colore diverso da quello della sposa; uno strappo nell'abito da cerimonia di Gigi e le fedi che non si trovano.
Alla fine sarà la sposa ad arrivare a casa loro: ci ha ripensato e ringrazia Gigi e Alice per avergliene dato tempo!

## Alì e Babà
- Diretto da: Francesco Vicario
- Scritto da: Barbara Cappi, Giorgio Vignali

### Trama
Alice porta al pronto soccorso il vicino, infortunato ad un piede, e si lascia intenerire dal reparto di ortopedia infantile. Propone così a Gigi di tornare insieme all'ospedale per applicare la risoterapia ai bimbi. Gigi si fa convincere, ma di mala voglia. I bimbi non battono ciglio al copione comico di Alice, ma quando i due coniugi si mettono a litigare, iniziano a ridere; li interrompe la caposala che caccia Gigi e Alice. Nel frattempo il vicino è riuscito a riscuotere 6.000 euro dall'assicurazione. La caposala, pentita, chiede ai nostri di tornare, ma l'ospedale non ha i soldi per allestire la sala a teatro. L'idea di Gigi e Alice è allora facile facile: i soldi indebitamente percepiti dal vicino finiscono, per espiazione involontaria, all'ospedale. 

## È primavera
- Diretto da: Francesco Vicario
- Scritto da: Adriano Carnevali, Beppe Zatta

### Trama
Wanda è innamorata del nuovo insegnante di pittura. Alice, preoccupata, invita a pranzo il nuovo amore della mamma. Gigi è arrabbiato, ma finisce solo per provocare un grosso equivoco.

## Facciamo bis
- Diretto da: Francesco Vicario
- Scritto da: Barbara Cappi, Giorgio Vignali

### Trama
È il terzo anniversario di matrimonio di Gigi e Alice. Il vicino, incurante, è sempre per casa: questa volta il problema è la sua amica russa, che non fa che mangiare uova strapazzate. "Che non sia in dolce attesa?", si chiede Alice. Ma anche Alice, secondo Wanda, ha una strana luce negli occhi.
Detto fatto: le due donne fanno il test di gravidanza. Una sola è in attesa, ma viene fatta confusione, e non si riesce a stabilire chi sia. Seguono allora gli improbabili test di Wanda a base di odore di caffè e di cibi. Poi, Irina scopre che per lei era un falso allarme: scoppia la gioia irrefrenabile di Gigi, seguita dai progetti di Wanda per il futuro.
- Altri interpreti: Martina Carpi (Irina)

- Note: Gigi e Alice pronunciano i nomi di Maria Amelia e Gerry che sono i nomi dei due attori protagonisti, per dare il nome al loro bambino se sarà un maschio o una femmina.